# Selección de fútbol sub-20 de Cuba
La Selección de fútbol sub-20 de Cuba, conocida también como la Selección juvenil de fútbol de Cuba, es el equipo que representa al país en la Copa Mundial de Fútbol Sub-20 y en el Campeonato Sub-20 de la Concacaf, y es controlada por la Asociación de Fútbol de Cuba.

## Historia
La selección debutó el 27 de septiembre de 1970 en el marco del torneo juvenil 1970 (Actualmente Campeonato Sub-20 de Concacaf), realizado en La Habana, Cuba. Ahí los cubanos obtuvieron el subcampeonato del torneo, quedando por debajo de México.
Este equipo se ha clasificado para 2 Copa Mundiales Sub-20 (2013 y 2025), realizadas en Turquía y Chile respectivamente.
En 2013, Cuba perdió por marcador de 1-2 frente a Corea del Sur, el primer (y único) gol cubano en el torneo fue obra de Maykel Reyes.
Para su segundo partido, el equipo antillano caería derrotado a manos de Nigeria por un marcador de 3-0. 
Finalmente los cubanos cerrarían su participación en el Mundial 2013 con una estrepitosa caída en contra de Portugal por 5 goles a 0. 
Así mismo, en Juegos Centroamericanos y del Caribe de 2014 realizados en México, los cubanos ganaron la medalla de bronce tras derrotar  a Honduras por un marcador de 3 a 1. 

## Palmarés
- Campeonato Sub-20 de la Concacaf: 0
  - Finalista: 2

1970, 1974

## Estadísticas

### Copa Mundial Sub-20
| Edición | Resultado    | PJ           | PG           | PE           | PP           | GF           | GC           | Dif.         |              |
| ------- | ------------ | ------------ | ------------ | ------------ | ------------ | ------------ | ------------ | ------------ | ------------ |
| 1977    | No clasificó | No clasificó | No clasificó | No clasificó | No clasificó | No clasificó | No clasificó | No clasificó | No clasificó |
| 1979    | No participó | No participó | No participó | No participó | No participó | No participó | No participó | No participó | No participó |
| 1981    | No clasificó | No clasificó | No clasificó | No clasificó | No clasificó | No clasificó | No clasificó | No clasificó | No clasificó |
| 1983    | No participó | No participó | No participó | No participó | No participó | No participó | No participó | No participó | No participó |
| 1985    | No clasificó | No clasificó | No clasificó | No clasificó | No clasificó | No clasificó | No clasificó | No clasificó | No clasificó |
| 1987    | No clasificó | No clasificó | No clasificó | No clasificó | No clasificó | No clasificó | No clasificó | No clasificó | No clasificó |
| 1989    | No clasificó | No clasificó | No clasificó | No clasificó | No clasificó | No clasificó | No clasificó | No clasificó | No clasificó |
| 1991    | No participó | No participó | No participó | No participó | No participó | No participó | No participó | No participó | No participó |
| 1993    | No clasificó | No clasificó | No clasificó | No clasificó | No clasificó | No clasificó | No clasificó | No clasificó | No clasificó |
| 1995    | No participó | No participó | No participó | No participó | No participó | No participó | No participó | No participó | No participó |
| 1997    | No participó | No participó | No participó | No participó | No participó | No participó | No participó | No participó | No participó |
| 1999    | No participó | No participó | No participó | No participó | No participó | No participó | No participó | No participó | No participó |
| 2001    | No clasificó | No clasificó | No clasificó | No clasificó | No clasificó | No clasificó | No clasificó | No clasificó | No clasificó |
| 2003    | No clasificó | No clasificó | No clasificó | No clasificó | No clasificó | No clasificó | No clasificó | No clasificó | No clasificó |
| 2005    | No clasificó | No clasificó | No clasificó | No clasificó | No clasificó | No clasificó | No clasificó | No clasificó | No clasificó |
| 2007    | No clasificó | No clasificó | No clasificó | No clasificó | No clasificó | No clasificó | No clasificó | No clasificó | No clasificó |
| 2009    | No clasificó | No clasificó | No clasificó | No clasificó | No clasificó | No clasificó | No clasificó | No clasificó | No clasificó |
| 2011    | No clasificó | No clasificó | No clasificó | No clasificó | No clasificó | No clasificó | No clasificó | No clasificó | No clasificó |
| 2013    | Primera fase | 3            | 0            | 0            | 3            | 1            | 10           | -9           |              |
| 2015    | No clasificó | No clasificó | No clasificó | No clasificó | No clasificó | No clasificó | No clasificó | No clasificó | No clasificó |
| 2017    | No clasificó | No clasificó | No clasificó | No clasificó | No clasificó | No clasificó | No clasificó | No clasificó | No clasificó |
| 2019    | No clasificó | No clasificó | No clasificó | No clasificó | No clasificó | No clasificó | No clasificó | No clasificó | No clasificó |
| 2023    | No clasificó | No clasificó | No clasificó | No clasificó | No clasificó | No clasificó | No clasificó | No clasificó | No clasificó |
| 2025    | Clasificó    | Clasificó    | Clasificó    | Clasificó    | Clasificó    | Clasificó    | Clasificó    | Clasificó    | Clasificó    |
| Total   | 1/24         | 3            | 0            | 0            | 3            | 1            | 10           | -9           |              |

### Campeonato Sub-20 de la Concacaf
| Edición | Resultado               | PJ                      | PG                      | PE                      | PP                      | GF                      | GC                      | Dif.                    |                         |
| ------- | ----------------------- | ----------------------- | ----------------------- | ----------------------- | ----------------------- | ----------------------- | ----------------------- | ----------------------- | ----------------------- |
| 1962    | No existía la selección | No existía la selección | No existía la selección | No existía la selección | No existía la selección | No existía la selección | No existía la selección | No existía la selección | No existía la selección |
| 1964    | No existía la selección | No existía la selección | No existía la selección | No existía la selección | No existía la selección | No existía la selección | No existía la selección | No existía la selección | No existía la selección |
| 1970    | Subcampeón              | 4                       | 2                       | 2                       | 0                       | 8                       | 1                       | +7                      |                         |
| 1973    | Tercer Lugar            | 4                       | 2                       | 1                       | 1                       | 2                       | 1                       | +1                      |                         |
| 1974    | Subcampeón              | 6                       | 2                       | 2                       | 2                       | 6                       | 5                       | +1                      |                         |
| 1976    | No participó            | No participó            | No participó            | No participó            | No participó            | No participó            | No participó            | No participó            | No participó            |
| 1978    | No participó            | No participó            | No participó            | No participó            | No participó            | No participó            | No participó            | No participó            | No participó            |
| 1980    | Cuartos de final        | 4                       | 1                       | 1                       | 2                       | 3                       | 6                       | -3                      |                         |
| 1982    | No participó            | No participó            | No participó            | No participó            | No participó            | No participó            | No participó            | No participó            | No participó            |
| 1984    | Primera fase            | 3                       | 0                       | 2                       | 1                       | 2                       | 4                       | -2                      |                         |
| 1986    | Cuarto Lugar            | 7                       | 2                       | 2                       | 3                       | 5                       | 5                       | 0                       |                         |
| 1988    | Cuarto Lugar            | 7                       | 3                       | 0                       | 4                       | 7                       | 11                      | -4                      |                         |
| 1990    | No participó            | No participó            | No participó            | No participó            | No participó            | No participó            | No participó            | No participó            | No participó            |
| 1992    | Primera fase            | 2                       | 1                       | 0                       | 1                       | 4                       | 5                       | -1                      |                         |
| 1994    | No participó            | No participó            | No participó            | No participó            | No participó            | No participó            | No participó            | No participó            | No participó            |
| 1996    | No participó            | No participó            | No participó            | No participó            | No participó            | No participó            | No participó            | No participó            | No participó            |
| 1998    | No participó            | No participó            | No participó            | No participó            | No participó            | No participó            | No participó            | No participó            | No participó            |
| 2001    | No clasificó            | No clasificó            | No clasificó            | No clasificó            | No clasificó            | No clasificó            | No clasificó            | No clasificó            | No clasificó            |
| 2003    | Primera fase            | 3                       | 1                       | 0                       | 2                       | 1                       | 4                       | -3                      |                         |
| 2005    | No clasificó            | No clasificó            | No clasificó            | No clasificó            | No clasificó            | No clasificó            | No clasificó            | No clasificó            | No clasificó            |
| 2007    | No clasificó            | No clasificó            | No clasificó            | No clasificó            | No clasificó            | No clasificó            | No clasificó            | No clasificó            | No clasificó            |
| 2009    | No clasificó            | No clasificó            | No clasificó            | No clasificó            | No clasificó            | No clasificó            | No clasificó            | No clasificó            | No clasificó            |
| 2011    | Cuartos de final        | 3                       | 0                       | 1                       | 2                       | 1                       | 9                       | -8                      |                         |
| 2013    | Cuarto Lugar            | 5                       | 3                       | 0                       | 2                       | 7                       | 5                       | +2                      |                         |
| 2015    | Primera fase            | 5                       | 1                       | 1                       | 3                       | 5                       | 17                      | -12                     |                         |
| 2017    | No clasificó            | No clasificó            | No clasificó            | No clasificó            | No clasificó            | No clasificó            | No clasificó            | No clasificó            | No clasificó            |
| 2018    | Primera fase            | 5                       | 4                       | 0                       | 1                       | 19                      | 5                       | +14                     |                         |
| 2022    | Octavos de final        | 4                       | 2                       | 0                       | 2                       | 7                       | 4                       | +3                      |                         |
| 2024    | Cuarto Lugar            | 5                       | 1                       | 2                       | 2                       | 5                       | 8                       | -3                      |                         |
| Total   | 15/29                   | 67                      | 25                      | 14                      | 28                      | 81                      | 89                      | -8                      |                         |

### Fútbol en los Juegos Centroamericanos y del Caribe
| Edición | Resultado                                                   | PJ                                                          | PG                                                          | PE                                                          | PP                                                          | GF                                                          | GC                                                          | Dif.                                                        |                                                             |
| ------- | ----------------------------------------------------------- | ----------------------------------------------------------- | ----------------------------------------------------------- | ----------------------------------------------------------- | ----------------------------------------------------------- | ----------------------------------------------------------- | ----------------------------------------------------------- | ----------------------------------------------------------- | ----------------------------------------------------------- |
| 1993    | Medalla de Bronce                                           | 5                                                           | 3                                                           | 1                                                           | 1                                                           | 11                                                          | 7                                                           | +4                                                          |                                                             |
| 1998    | Primera fase                                                | 3                                                           | 0                                                           | 2                                                           | 1                                                           | 2                                                           | 4                                                           | -2                                                          |                                                             |
| 2002    | No participó                                                | No participó                                                | No participó                                                | No participó                                                | No participó                                                | No participó                                                | No participó                                                | No participó                                                | No participó                                                |
| 2006    | Primera fase                                                | 2                                                           | 0                                                           | 0                                                           | 2                                                           | 1                                                           | 3                                                           | -2                                                          |                                                             |
| 2014    | Medalla de Bronce                                           | 5                                                           | 3                                                           | 2                                                           | 0                                                           | 8                                                           | 3                                                           | +5                                                          |                                                             |
| 2018    | No clasificó                                                | No clasificó                                                | No clasificó                                                | No clasificó                                                | No clasificó                                                | No clasificó                                                | No clasificó                                                | No clasificó                                                | No clasificó                                                |
| 2023    | Desde 2023 los Juegos son disputados por selecciones sub-23 | Desde 2023 los Juegos son disputados por selecciones sub-23 | Desde 2023 los Juegos son disputados por selecciones sub-23 | Desde 2023 los Juegos son disputados por selecciones sub-23 | Desde 2023 los Juegos son disputados por selecciones sub-23 | Desde 2023 los Juegos son disputados por selecciones sub-23 | Desde 2023 los Juegos son disputados por selecciones sub-23 | Desde 2023 los Juegos son disputados por selecciones sub-23 | Desde 2023 los Juegos son disputados por selecciones sub-23 |
| Total   | 4/6                                                         | 15                                                          | 6                                                           | 5                                                           | 4                                                           | 22                                                          | 17                                                          | +5                                                          |                                                             |

## Últimos partidos y próximos encuentros
Actualizado al último partido jugado el 2 de agosto de 2024
| Fecha        | Ciudad    | Local          | Resultado      | Visitante          | Competición                     |
| ------------ | --------- | -------------- | -------------- | ------------------ | ------------------------------- |
| 09-02-2024   | Antigua   | Cuba           | 1:0            | Guyana             | Partido amistoso                |
| 23-02-2024   | Managua   | Cuba           | 13:0           | Anguila            | Clas. Campeonato Concacaf 2024  |
| 25-02-2024   | Managua   | Cuba           | 2:1            | I. Virg Británicas | Clas. Campeonato Concacaf 2024  |
| 29-02-2024   | Managua   | Belice         | 0:1            | Cuba               | Clas. Campeonato Concacaf 2024  |
| 02-03-2024   | Managua   | Nicaragua      | 1:2            | Cuba               | Clas. Campeonato Concacaf 2024  |
| 01-07-2024   | La Guaira | Marítimo       | 1:5            | Cuba               | Partido Amistoso Híbrido        |
| 19-07-2024   | Celaya    | Costa Rica     | 1:1            | Cuba               | Campeonato Sub-20 Concacaf 2024 |
| 22-07-2024   | Celaya    | Estados Unidos | 4:0            | Cuba               | Campeonato Sub-20 Concacaf 2024 |
| 26-07-2024   | León      | Cuba           | 3:0            | Jamaica            | Campeonato Sub-20 Concacaf 2024 |
| 31-07-2024   | Irapuato  | Honduras       | 1:1 (3:5 pen.) | Cuba               | Campeonato Sub-20 Concacaf 2024 |
| 02-08-2024   | León      | México         | 2:0            | Cuba               | Campeonato Sub-20 Concacaf 2024 |
| octubre 2025 | TBD       | Cuba           | -:-            | Argentina          | Copa Mundial Sub-20 de 2025     |
| octubre 2025 | TBD       | Italia         | -:-            | Cuba               | Copa Mundial Sub-20 de 2025     |
| octubre 2025 | TBD       | Australia      | -:-            | Cuba               | Copa Mundial Sub-20 de 2025     |